# Municipio de Buffalo (condado de Dunklin)
El municipio de Buffalo (en inglés: Buffalo Township) es un municipio ubicado en el condado de Dunklin en el estado estadounidense de Misuri. En el año 2010 tenía una población de 1383 habitantes y una densidad poblacional de 13,06 personas por km².

## Geografía
El municipio de Buffalo se encuentra ubicado en las coordenadas 36°2′54″N 90°17′38″O / 36.04833, -90.29389. Según la Oficina del Censo de los Estados Unidos, el municipio tiene una superficie total de 105.86 km², de la cual 104,93 km² corresponden a tierra firme y (0,88 %) 0,93 km² es agua.

## Demografía
Según el censo de 2010, había 1383 personas residiendo en el municipio de Buffalo. La densidad de población era de 13,06 hab./km². De los 1383 habitantes, el municipio de Buffalo estaba compuesto por el 95,37 % blancos, el 0,87 % eran afroamericanos, el 0,29 % eran amerindios, el 1,66 % eran de otras razas y el 1,81 % eran de una mezcla de razas. Del total de la población el 5,5 % eran hispanos o latinos de cualquier raza.